# Margourip
Margourip is een bestuurslaag in het regentschap Kediri van de provincie Oost-Java, Indonesië. Margourip telt 5433 inwoners (volkstelling 2010).